# 木村翔
木村 翔（罗马音：Kimura Sho，1988年11月24日—），昭和63年出生，日本琦玉县熊谷市人，现居日本东京。日本职业拳击运动员，WBO蝇量级108磅（49公斤）至112磅（52公斤）世界拳王。日本媒体赠其绰号“草根拳手（雑草ボクサー）”与“草根拳王（雑草王者）”。
木村翔现隶属于位于日本东京新宿区的青木拳馆，教练有吉将之、小林昭善。

## 个人履历
生于日本琦玉县熊谷市。
毕业于琦玉县立本庄高等学校。
木村翔初中三年级开始练习拳击，之后代表学校参加过当地高中比赛的木村翔最初并没有显示出过人的运动天赋。
20岁时，木村翔的母亲真由美因为癌症去世。目前家中有父亲和一个弟弟。
在夺得WBO世界拳王金腰带之前，木村翔每周会有三、四天的时间，作为临时工为荒木运输公司打工，其主要工作是开车将平喜屋株式会社的酒水饮料运输并搬送到订货的餐馆酒肆里。他每天早晨7点开始工作，下午2点能下班。休息到晚上6点之后他就会来到位于东京新宿区高田马场的青木拳馆进行训练，时间是三到四个小时，只有周日才能休息。
2017年7月28日，木村翔在上海东方体育中心挑战时任WBO世界拳王中国选手邹市明。赛前，日本的专业搏击网站《FFIGHT》则将之评述为：“琦玉县的庶民对中国国民英雄之战”。结果，木村翔在第11回合TKO（技术型击倒）邹市明，加冕WBO蝇量级世界拳王。
2017年12月31日，木村翔在东京大田区综合体育馆举行的卫冕战中，在第9回合TKO击败了同级别中排名世界第一的前拳王五十嵐俊幸，卫冕了拳王金腰带。
2018年1月26日，在琦玉县议会知事堂获得由琦玉县县议会颁发的“2017彩之国体育成就奖”。
2018年7月27日，木村翔在中国山东省青岛市国信体育馆举行的WBO世界职业拳击卫冕战中，用时6回合，两次击倒挑战者、来自菲律宾的福罗兰·萨鲁达（Froilan·Saludar），第二次卫冕WBO世界蝇量级拳王金腰带。
2018年9月24日，在日本爱知县名古屋市武田梯瓦大洋竞技馆举行的WBO世界职业拳击112磅拳王卫冕战中，卫冕冠军木村翔和WBO前105磅、108磅世界头衔拥有者、日本高中三冠王、伦敦奥运会代表田中恒成激战12个回合。最终以0比2（116：112、114比114、115：113）分歧判定，卫冕失败。田中恒成就此追平了瓦西里·洛马琴科12场职业比赛、3阶级制霸夺冠的世界纪录。

## 职业战绩
| 总战绩 | 总战绩 | 总战绩 | 总战绩 | 总战绩 |
| ------ | ------ | ------ | ------ | ------ |
|        | 胜     | 平     | 负     | 场次   |
| 击倒   | 10     | -      | 1      | 11     |
| 判定   | 7      | 2      | 1      | 10     |
| 综合   | 17     | 2      | 2      | 21     |

| 場次 | 日期           | 結果 | 回合             | 完結方式     | 對手                  | 國籍     | 備註                             |
| ---- | -------------- | ---- | ---------------- | ------------ | --------------------- | -------- | -------------------------------- |
| 1    | 2013年4月22日  | 负   | 首回合 1′15″     | KO           | 王子 翔介             | 日本 ·   | 个人职业首战                     |
| 2    | 2013年7月24日  | 胜   | 四回合           | 判定 2-1     | 小久保 聡             | 日本 ·   |                                  |
| 3    | 2013年11月24日 | 胜   | 四回合           | 判定 3-0     | 入江 遼               | 日本 ·   |                                  |
| 4    | 2014年1月29日  | 胜   | 四回合           | 判定         | Rungkeat Sithsaithong | 泰國 ·   | 客场                             |
| 5    | 2014年4月4日   | 胜   | 四回合           | 判定 3-0     | 下沖 克徳             | 日本 ·   |                                  |
| 6    | 2014年7月1日   | 胜   | 四回合           | 判定 3-0     | 工藤 優雅             | 日本 ·   |                                  |
| 7    | 2014年9月26日  | 平   | 四回合           | 判定 1-0     | 小久保 聡             | 日本 ·   |                                  |
| 8    | 2015年2月18日  | 平   | 六回合           | 判定 0-1     | 青山 功               | 日本 ·   |                                  |
| 9    | 2015年5月26日  | 胜   | 五回合           | 判定 3-0     | 金子 智之             | 日本 ·   |                                  |
| 10   | 2015年7月25日  | 胜   | 次回合 0′51″     | TKO          | Kamon Singram         | 泰國 ·   | 客场                             |
| 11   | 2015年9月17日  | 胜   | 第六回合 结束    | TKO          | 成塚 亮               | 日本 ·   |                                  |
| 12   | 2015年11月30日 | 胜   | 首回合 1′22″     | TKO          | 荘田 直纪             | 日本 ·   |                                  |
| 13   | 2016年2月29日  | 胜   | 第三回合 2′21″   | TKO          | 寺次 孝有希           | 日本 ·   |                                  |
| 14   | 2016年5月12日  | 胜   | 第五回合 1′45″   | TKO          | 内野々 大叶           | 日本 ·   |                                  |
| 15   | 2016年7月6日   | 胜   | 首回合 2′35″     | KO           | Thiraphong Phaepho    | 泰國 ·   | 客场                             |
| 16   | 2016年11月23日 | 胜   | 十二回合         | 判定 2-0     | 坂本 真宏             | 日本 ·   |                                  |
| 17   | 2017年5月13日  | 胜   | 次回合 2′11″     | KO           | Wisitsak Saiwaew      | 泰國 ·   | 中立场                           |
| 18   | 2017年7月28日  | 胜   | 第十一回合 2′28″ | TKO          | 邹 市明               | 中国 ·   | WBO蝇量级世界拳王争夺战 客场     |
| 19   | 2017年12月31日 | 胜   | 第九回合 2′34″   | TKO          | 五十岚 俊幸           | 日本 ·   | WBO蝇量级世界拳王卫冕战 卫冕     |
| 20   | 2018年7月27日  | 胜   | 第六回合 0′54″   | TKO          | Froilan Saludar       | 菲律賓 · | WBO蝇量级世界拳王卫冕战 卫冕     |
| 21   | 2018年9月24日  | 负   | 十二回合         | 分歧判定 0-2 | 田中 恒成             | 日本 ·   | WBO蝇量级世界拳王卫冕战 卫冕失败 |

## 职业头衔
- WBO亚太区蝇量级拳王&金腰带（卫冕次数：0）
- WBO世界蝇量级拳王&金腰带 （卫冕次数：2）

## 比赛事件

### 在中国比赛遭对手危险抱摔、违规比赛
2021年12月18日，木村翔参与宣传海报上写明由WBU世界拳击联盟、WKF世界自由搏击联合会以及中国国际综合格斗联合会联合主办，在湖北武汉举办的一场事前说明是以「拳击規則」进行的搏击表演赛。木村翔在比赛第一回合内数次遭到中国选手玄武伸腳绊摔，其助理在抗议不果后继续比赛。之后第二回合，木村翔更被玄武使用具危险性的抱摔动作将他头部砸在擂台上，其助理愤怒冲上擂台表达不满后宣布退赛被判败退。玄武还将KO视频发到网上，留言称「中国打日本还需要规则吗？他不死我睡不着觉啊！」，并称批评他的网友是「汉奸」，引发了中国搏击界的挞伐。比赛裁判张旭随后解释，称临开赛前半个小时，赛事方才口头通知他比赛规则是「中国功夫VS日本拳击」，并且没有给他任何纸面细节，更没有对摔法给出明确的要求和限制规则。木村翔赛后也表示赛前合约是拳击规则，其助理称比赛后才得知规则变更，才会冲上擂台拉住木村翔选择退赛。事后，WBU世界拳击联盟、WKF世界自由搏击联合会发表联合文告称该比赛是「一场闹剧」，以及中国国际综合格斗联合会均发声否认授权或举办该赛事，称该赛事是不法分子冒充WKF与WBU名义举办的违法活动，评论该场比赛已严重影响到WKF与WBU的品牌形象与国际声誉。
日本拳击界于19日集体发声表示不满，认为玄武犯规伤人；中国搏击圈的知名职业选手、解说也斥责玄武及主办方是“中国搏击的耻辱”。木村翔于20日在微博和Twitter同步向粉丝报平安，表示「世界上任何一个国家，都有坏人、好人、真诚的人和狡猾的人，希望大家不要因为这件事讨厌中国人」。